# Aina Stenberg
Aina Gerda Lucia Masolle, född Stenberg den 6 oktober 1885 i Stockholm, död där den 2 oktober 1975, var en svensk målare och tecknare. Hon har även producerat verk under namnet Aina Stenberg MasOlle.
Hon var dotter till grosshandlare Axel Stenberg och Lucie Stenberg, född Wennerström.Efter studier vid Tekniska skolan och Althins målarskola kom hon in på Konstakademien (1904-07). Hon studerade även i Frankrike och i England. På Konstakademien träffade Aina Stenberg konstnären och dalmasen Helmer Olsson, som kallades Mas-Olle. Den 1 maj 1911 gifte de sig och flyttade senare till Siljansnäs i Dalarna.
Aina Masolle illustrerade en mängd sagoböcker och producerade tusentals motiv till julkort samt påsk- och nyårskort. Hon ritade den första svenska adventskalendern 1934, Barnens Adventskalender, och fortsatte årligen detta arbete fram till 1964. Under 1970-talet producerade Rörstrands Porslinsfabrik en servis med julmotiv signerade Aina Stenberg. Hon är representerad vid bland annat Göteborgs konstmuseum

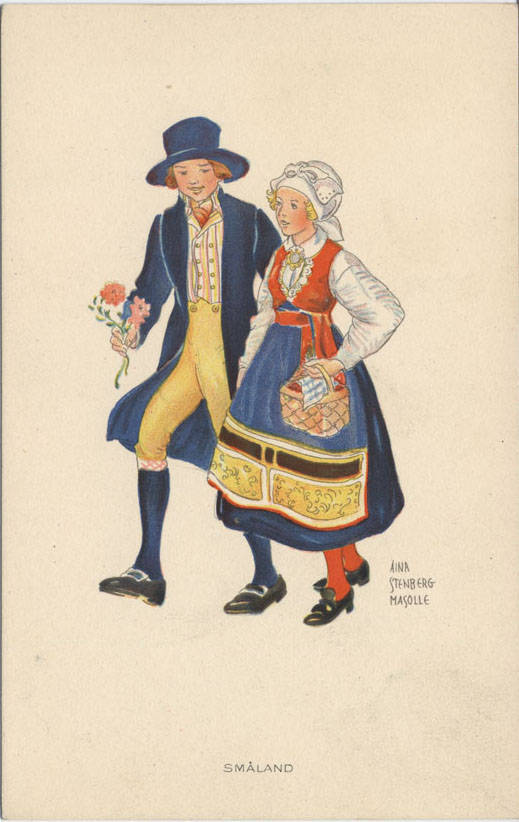
Smaland